# Pulitzer-Preis 1995
Der Pulitzer-Preis 1995 war die 79. Verleihung des US-amerikanischen Literaturpreises. Die Jury bestand aus 18 Personen unter dem Vorsitz von Meg Greenfield and Burl Osborne. Das „Pulitzer Prize Board“ vergab Preise für Arbeiten, die während des Kalenderjahres 1994 entstanden waren.

## Bereich Journalismus(Journalism)
| Kategorie                                                  | Preisträger                                                                  | Begründung |
| ---------------------------------------------------------- | ---------------------------------------------------------------------------- | --- |
| Aktuelle Berichterstattung (Breaking News Reporting)       | Mitarbeiter von Los Angeles Times                                            | Preis verliehen für seine Berichterstattung vom 17. Januar 1994 über das Chaos und die Verwüstung nach dem Erdbeben in Northridge. |
| Dienst an der Öffentlichkeit (Public Service)              | Virgin Islands Daily News, St. Thomas                                        | Preis verliehen für die Offenlegung der Zusammenhänge zwischen der grassierenden Kriminalitätsrate in der Region und der Korruption im örtlichen Strafjustizsystem. Die Berichterstattung geht weitgehend auf die Arbeit von Melvin Claxton zurück, der politische Reformen einleitete. |
| Investigativer Journalismus (Investigative Reporting)      | Brian Donovan und Stephanie Saul, Newsday, Long Island,                      | Preis verliehen für ihre Berichte, die den Missbrauch von Invalidenrenten durch die örtliche Polizei aufdeckten. |
| Hintergrundberichterstattung (Explanatory Journalism)      | Leon Dash (Journalist) und Lucian Perkins (Fotograf) von The Washington Post | Preis verliehen für ihr Profil des Kampfes einer Familie aus Washington, D. C. mit den zerstörerischen Zyklen von Armut, Analphabetismus, Kriminalität und Drogenmissbrauch. |
| Beat Reporting (Specialized Reporting)                     | David Shribman, The Boston Globe                                             | Preis verliehen für seine analytische Berichterstattung über die Entwicklungen in Washington und im Inland. |
| Kritik (Criticism)                                         | Margo Jefferson, The New York Times                                          | Preis verliehen für ihre Buchrezensionen und andere Kulturkritik. |
| Karikatur (Editorial Cartooning)                           | Mike Luckovich, The Atlanta Constitution                                     | |
| Leitartikel (Editorial Writing)                            | Jeffrey Good, St. Petersburg (Fla.) Times                                    | Preis verliehen für seine redaktionelle Kampagne, die eine Reform des Erbschaftssystems Floridas fordert. |
| Kommentar (Commentary)                                     | Jim Dwyer, Newsday, Long Island                                              | Preis verliehen für seine fesselnden und mitfühlenden Kolumnen über New York City. |
| Auslandsberichterstattung (International Reporting)        | Mark Fritz, Associated Press                                                 | Preis verliehen für seine Berichterstattung über ethnische Gewalt und Massaker in Ruanda. |
| Berichterstattung im Inland (National Reporting)           | Tony Horwitz von The Wall Street Journal                                     | Preis verliehen für Geschichten über Arbeitsbedingungen im Billiglohn-Amerika. |
| Feature Writing (Feature Writing)                          | Ron Suskind von The Wall Street Journal                                      | Preis verliehen für seine Berichte über innerstädtische Studenten in Washington, D.C. und ihre Entschlossenheit, zu überleben und zu gedeihen. |
| Aktuelle Fotoberichterstattung (Breaking News Photography) | Carol Guzy von The Washington Post                                           | Preis verliehen für ihre Fotoserie, die die Krise in Haiti und ihre Folgen illustriert. |
| Feature-Fotoberichterstattung (Feature Photography)        | Mitarbeiter von Associated Press                                             | Preis verliehen für sein Portfolio an Fotografien, die den Horror und die Verwüstung in Ruanda dokumentieren. |

## Bereich Literatur, Theater und Musik(Books, Drama & Music)
| Kategorie                                                   | Preisträger |
| ----------------------------------------------------------- | --- |
| Geschichte (History)                                        | No Ordinary Time: Franklin and Eleanor Roosevelt: The Home Front in World War II von Doris Kearns Goodwin (Simon & Schuster)                                               |
| Belletristik (Fiction)                                      | The Stone Diaries von Carol Shields (Viking) |
| Sachbuch (General Nonfiction)                               | The Beak Of The Finch: A Story Of Evolution In Our Time (deutscher Titel: Der Schnabel des Finken oder der kurze Atem der Evolution) von Jonathan Weiner (Alfred A. Knopf) |
| Musik (Music)                                               | Stringmusic von Morton Gould (G. Schirmer) |
| Dichtung (Poetry)                                           | The Simple Truth von Philip Levine (Alfred A. Knopf) |
| Theater (Drama)                                             | The Young Man From Atlanta von Horton Foote (Dutton) |
| Biographie oder Autobiographie (Biography or Autobiography) | Harriet Beecher Stowe: A Life von Joan D. Hedrick (Oxford University Press)                                                                                                |